# Cilindervoering

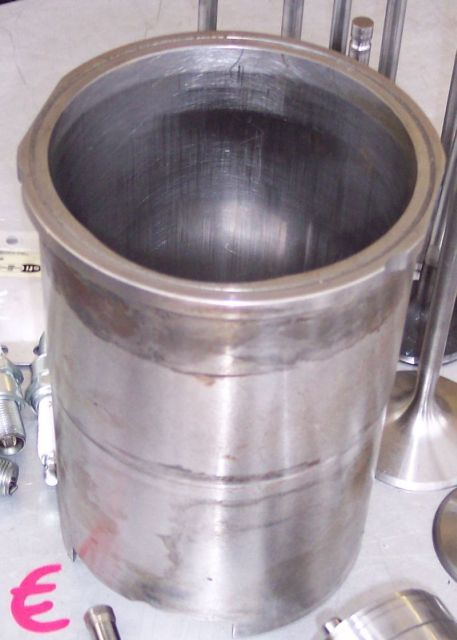

Een cilindervoering of cilinderbus is een cilindrische bus die in een cilinder van een zuigermotor is geplaatst.
In de cilinder van een gewone gezinsauto beweegt de zuiger bij het toerental van het maximum vermogen met een gemiddelde zuigersnelheid van 15 à 20 m/sec (54 à 72 km/uur). Let op: het is slechts de gemiddelde snelheid. In het bovenste dode en onderste dode punt staat de zuiger stil, waardoor de topsnelheid halverwege een zuigerslag nog 60% hoger kan liggen. Bij een sportwagen of sportmotor zal de zuiger snelheden van 32 à 40 m/sec (115 à 144 km/uur) bereiken.

## Schade en slijtage
Deze snelheden maken een goede smering tussen zuiger en cilinderwand noodzakelijk, maar uiteindelijk kan er toch slijtage of zelfs schade aan de cilinderwand ontstaan. Dat heeft ook te maken met de zgn. "leibaankracht", de kracht die de zuiger op de cilinderwand uitoefent onder invloed van de schuine stand van de drijfstang. Tijdens alle slagen staat de drijfstang immers schuin en als er kracht op de zuiger en daarmee de drijfstang wordt uitgeoefend, wordt er ook een tegenovergestelde kracht (actie = reactie) uitgeoefend. Deze kracht kan 15 à 20% procent van de verbrandingsdruk zijn. Dit is afhankelijk van de lengte van de drijfstang: een lange drijfstang maakt een kleinere hoek dan een korte drijfstang.
Dankzij de ontwikkeling van het smeersysteem en de smeerolie is normale slijtage heel gering, maar niet afwezig. Bovendien kan een cilinderwand ook beschadigen, bijvoorbeeld door een gebroken zuigerveer, een afgebroken stukje van een verbrande klep of een gebroken klepzitting.

## Warmte-overdracht
De warmte die ontstaat aan het begin van de arbeidsslag (tot 2.000°C) moet worden afgevoerd. In eerste instantie verspreidt ze zich naar alle zijden in de verbrandingskamer, inclusief de zuigerbodem. De cilinderkop heeft afdoende mogelijkheden om warmte af te voeren: grote koelribben of eigen koelvloeistofkanalen, maar de aan de zuiger toegevoegde warmte heeft maar weinig mogelijkheden om afgevoerd te worden. Een klein deel gaat via de dunne oliefilm tussen zuigermantel en cilinderwand, maar het meeste via de zuigerveren, met name de bovenste, de compressieveer. Uiteindelijk moet de cilinder gekoeld worden door lucht- of waterkoeling.

## Cilindervoering
In het verleden bestonden de meest eenvoudige motoren, zeker de eencilinders die bij motorfietsen werden toegepast, helemaal uit gietijzer. Zolang de krachten, vermogens en daardoor de temperaturen binnen de perken bleven, konden koelribben de warmte moeiteloos afvoeren. Als er schade of slijtage optrad, kon dat opgelost worden door de cilinder te vervangen, maar ook door hem iets op te boren, te honen en een overmaatzuiger te monteren. Bij meer gecompliceerde motoren, zoals de meercilinders die al heel vroeg bij auto's werden gebruikt, kon een beschadiging niet zo eenvoudig worden opgelost. In de praktijk moest het hele cilinderblok hetzij behandeld hetzij vervangen worden. Dat was een duurdere oplossing dan elke cilinder voorzien van een gietijzeren bus, die in de cilinder werd geperst. Door de beschadigde bus er van de onderkant weer uit te persen en te vervangen bleven de kosten beperkt. Deze constructie had nog een tweede voordeel: de cilinders zelf hoefden niet meer van gietijzer te worden gemaakt. Gietijzer is zwaar en heeft een lage  warmtegeleidingscoëfficiënt. Door nu de cilinder of het cilinderblok van aluminium te maken, werd de warmte veel sneller afgevoerd. Alleen de cilindervoeringen werden van het slijtvaste gietijzer gemaakt. Ze konden nog steeds in het blok geperst worden, maar werden (worden) ook vaak in het aluminium gegoten.

## Droge en natte cilindervoeringen
Droge cilindervoeringen staan niet rechtstreeks in contact met de koelvloeistof. Bij luchtgekoelde motoren is dat vanzelfsprekend, bij vloeistofgekoelde motoren stroomt de koelvloeistof in het cilinderblok en komt ze niet in contact met de cilindervoering. Natte cilindervoeringen komen rechtstreeks in contact met de koelvloeistof.

### Droge cilindervoeringen
Zoals gezegd werden droge cilindervoeringen in het begin vaak in de cilinder geperst, maar later konden ze ook los gemonteerd worden. Dan zat er aan de bovenkant een kraag die op de cilinder rustte en die werd vastgeklemd door de montage van de cilinderkop. Aan de onderkant zat dan nog wel een rubber afdichtingsring om te voorkomen dat de motorolie tussen cilindervoering en cilinder kon kruipen. Een derde mogelijkheid is het ingieten van de gietijzeren voering in de aluminium cilinder, een systeem dat bijvoorbeeld bij de Norton Manx werd gebruikt. Dit systeem had echter een groot nadeel: door het verschil in uitzettingscoëfficiënt ontstonden er spanningen die een uitweg vonden door het vervormen van de zuigerveren. Daardoor lagen de zuigerveren niet gelijkmatig tegen de cilinderwand en ontstonden er koelproblemen.

#### Chroom, Nikasil, Nigusil, Gilnisil, SCEM en Alusil
Een oplossing werd gevonden door de gietijzeren cilindervoering helemaal weg te laten en de aluminium cilinderwand te voorzien van een chroomlaag, een idee dat werd verbeterd door het chroom te vervangen door Nikasil. Dit was in de tweede helft van de jaren zestig. Dit procedé was uitgevonden door Mahle om de afdichting van wankelmotoren te verbeteren. Nikasil bestond uit korreltjes uit nikkel en siliciumcarbide. Siliciumcarbide is een zeer sterk keramisch materiaal, dat opgelost kan worden in nikkel. De nikkeloplossing kan dan door middel van een elektro-depositiecoating afgegeven worden op de aluminium cilinderwanden. De zuigerveren schrapen de nikkellaag af, waardoor een zeer harde laag van siliciumcarbide ontstaat, wat de zuiger tegen contact met de cilinderwand beschermt. De korreltjes zorgen voor een goede geleiding van de zuigerveren, terwijl de tussenruimte de smeerolie goed vasthoudt. Mahle leverde zuigers en cilinders voor meerdere merken en het duurde niet lang tot BMW, MZ en Moto Guzzi het toepasten. Nikasil werd ook veel gebruikt bij tweetaktmotoren om vastlopers te voorkomen. Het zorgde voor een goede warmteafvoer, zelfs bij gietijzer, en reduceerde de slijtage sterk. Moto Guzzi ontwikkelde zelfs een eigen versie: Nigusil (NIchel GUzzi SILicio). De Italiaanse leverancier van opvoerkits Gilardoni ontwikkelde een Nikasilversie waarbij de verhouding tussen nikkel en silicium aangepast kan worden aan de toepassing onder de naam Gilnisil. Suzuki ontwikkelde een nikkel-fosfor-siliciumcarbide coating die harder werd naarmate de temperatuur toenam, aanvankelijk voor de viertakt-GSX-R 750, maar dit Suzuki Composite Electrochemical Material (SCEM) werd ook op de tweetakt-racemotoren gebruikt. Alusil was feitelijk het oudste systeem, al in 1927 uitgevonden door Schweizer & Fehrenbach van de Badener Metallwaren Fabrik in Baden-Baden. Pas in 1996 kwam het weer in beeld toen BMW problemen kreeg doordat zwavelhoudende brandstoffen de Nikasillaag aantastten. Sindsdien wordt het gebruikt door BMW, Mercedes-Benz, Porsche, Audi en Volkswagen.

### Natte cilindervoeringen
Zoals gezegd staan natte cilindervoeringen direct in contact met de koelvloeistof, maar ook hier zijn verschillende constructies mogelijk. Het meest gebruikt is de koelmantel tussen cilindervoering en cilinderblok. De cilindervoering is meestal los in het cilinderblok gehangen, aan de bovenkant vastgehouden door de cilinderkop en aan de onderkant voorzien van rubber afdichtingsringen om het wegstromen van de vloeistof in het carter te voorkomen. Deze cilindervoeringen kunnen ook als een blok gegoten zijn. Bij de Honda S800-sportwagen (1966) was de natte voering boven en onder vastgegoten in het cilinderblok, een systeem dat niet lang werd gebruikt omdat de voering nu niet vrij kon uitzetten (vergelijkbaar met de bovengenoemde droge voering van Norton). Bij latere Honda-motoren (onder meer de Honda VF1000R en de Honda VF1000F) was de voering aan de bovenkant nog steeds vastgegoten, maar onder zat ze los zodat ze vrij kon uitzetten. De Honda GoldWing en de BMW K100 hadden natte cilindervoeringen waarbij het bovenste deel van de voering zelf "gesplitst" was en daar zat de koelmantel.

## Afbeeldingen

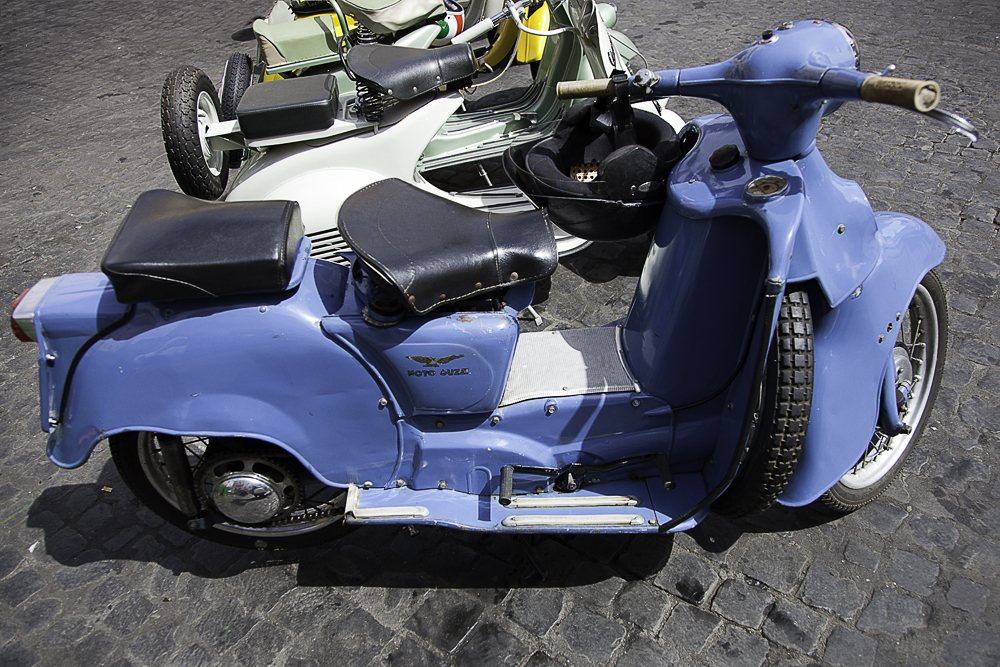
De Moto Guzzi Galletto 160-scooter uit 1950 had nog een aluminium cilinder met een gietijzeren cilindervoering, maar de Galletto 175 uit 1952 en deze nog latere Galletto 192 hadden volledig gietijzeren cilinders zonder voering.
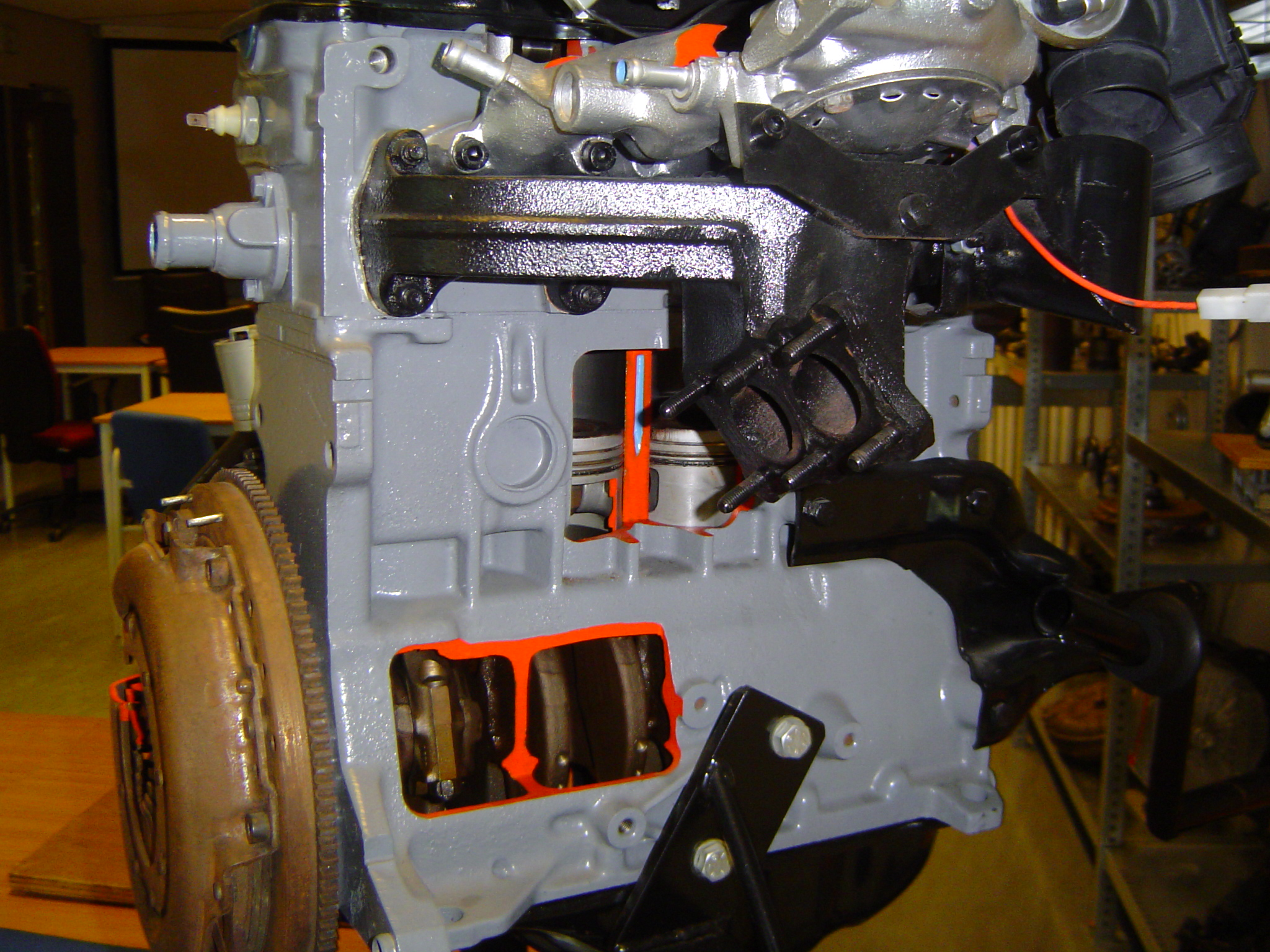
watergekoelde automotor met droge cilindervoeringen
viertaktmotor met natte cilindervoering

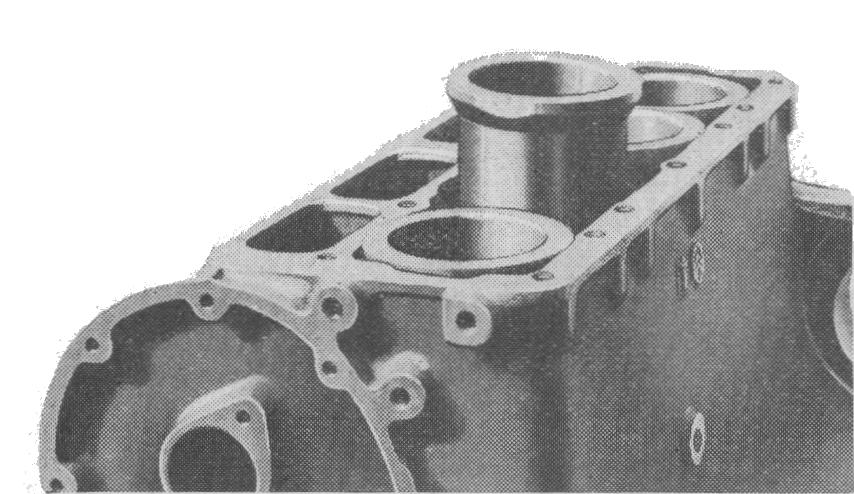
De natte cilindervoering staat rechtstreeks in contact met de koelvloeistof en kan relatief eenvoudig worden verwijderd
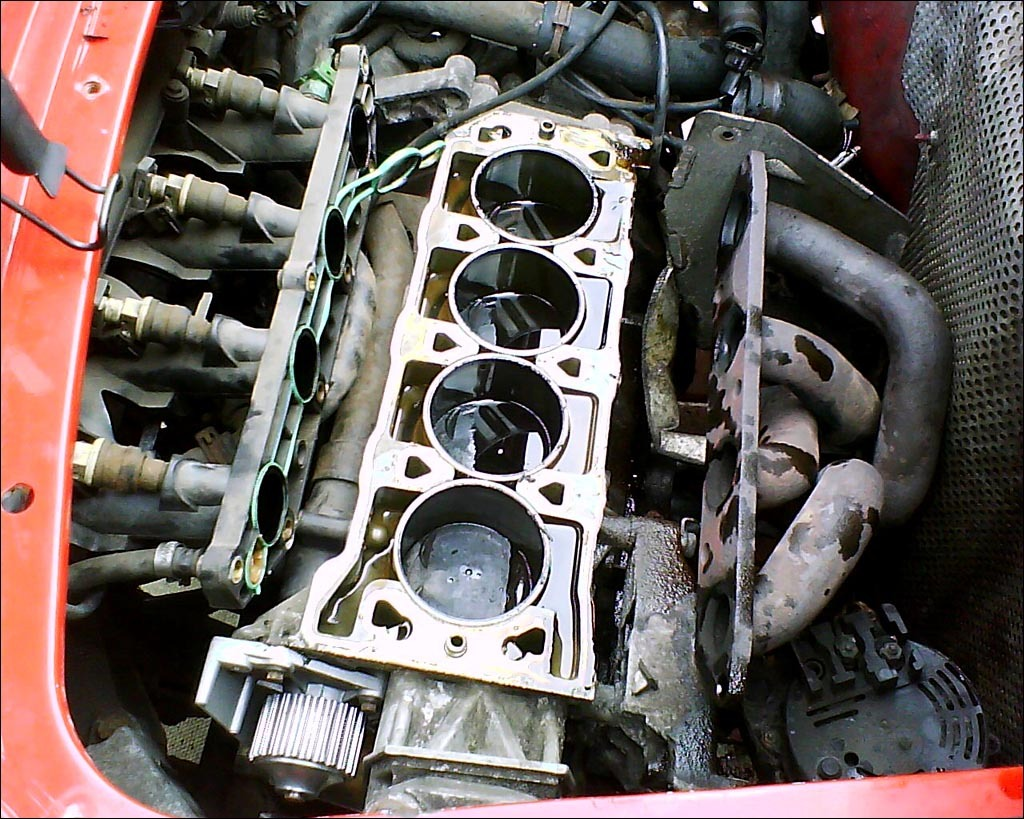
losse natte cilindervoeringen in de motor van een Rover
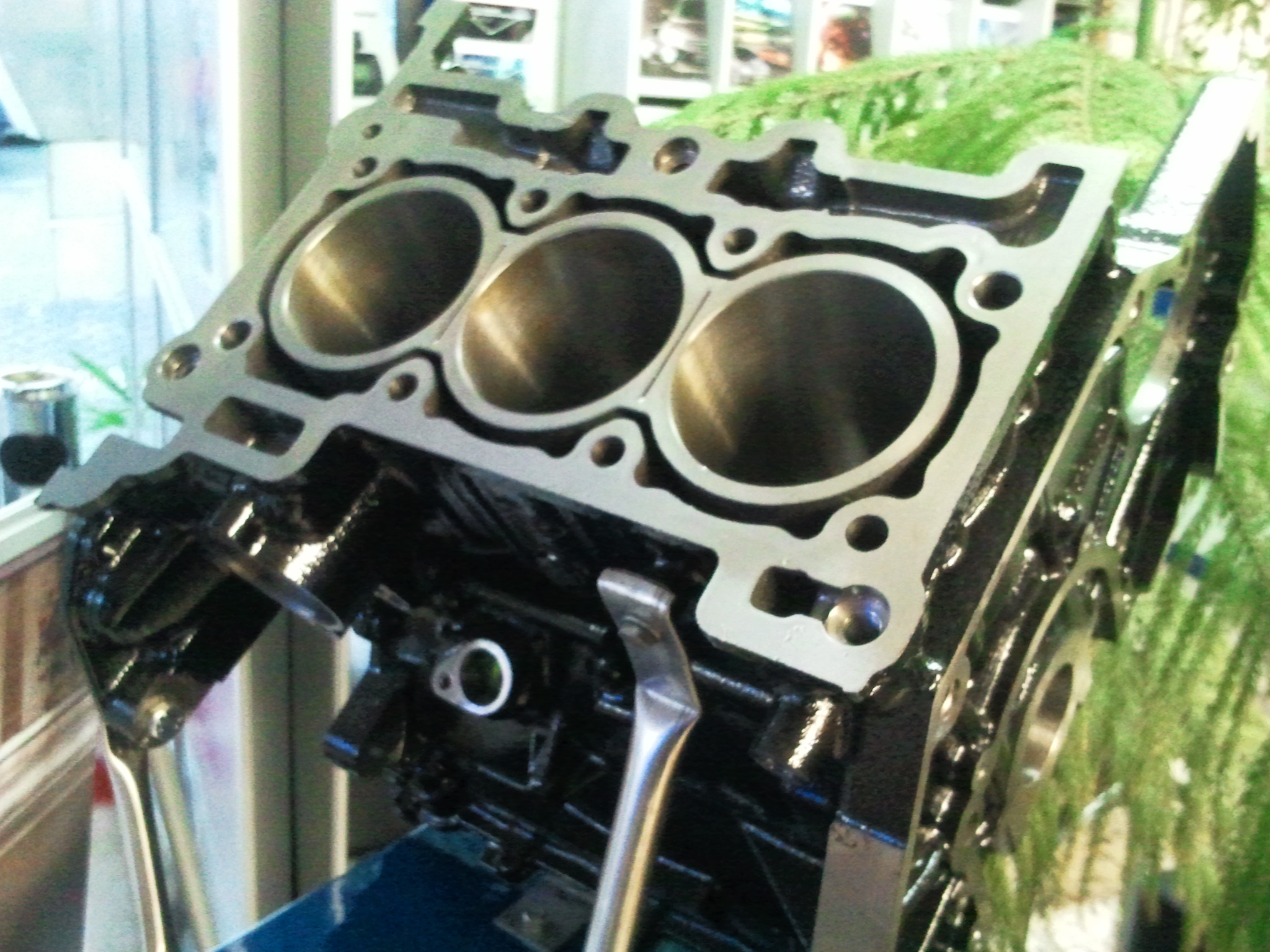
natte cilindervoeringen uit een stuk gegoten (Ford Ecoboost)
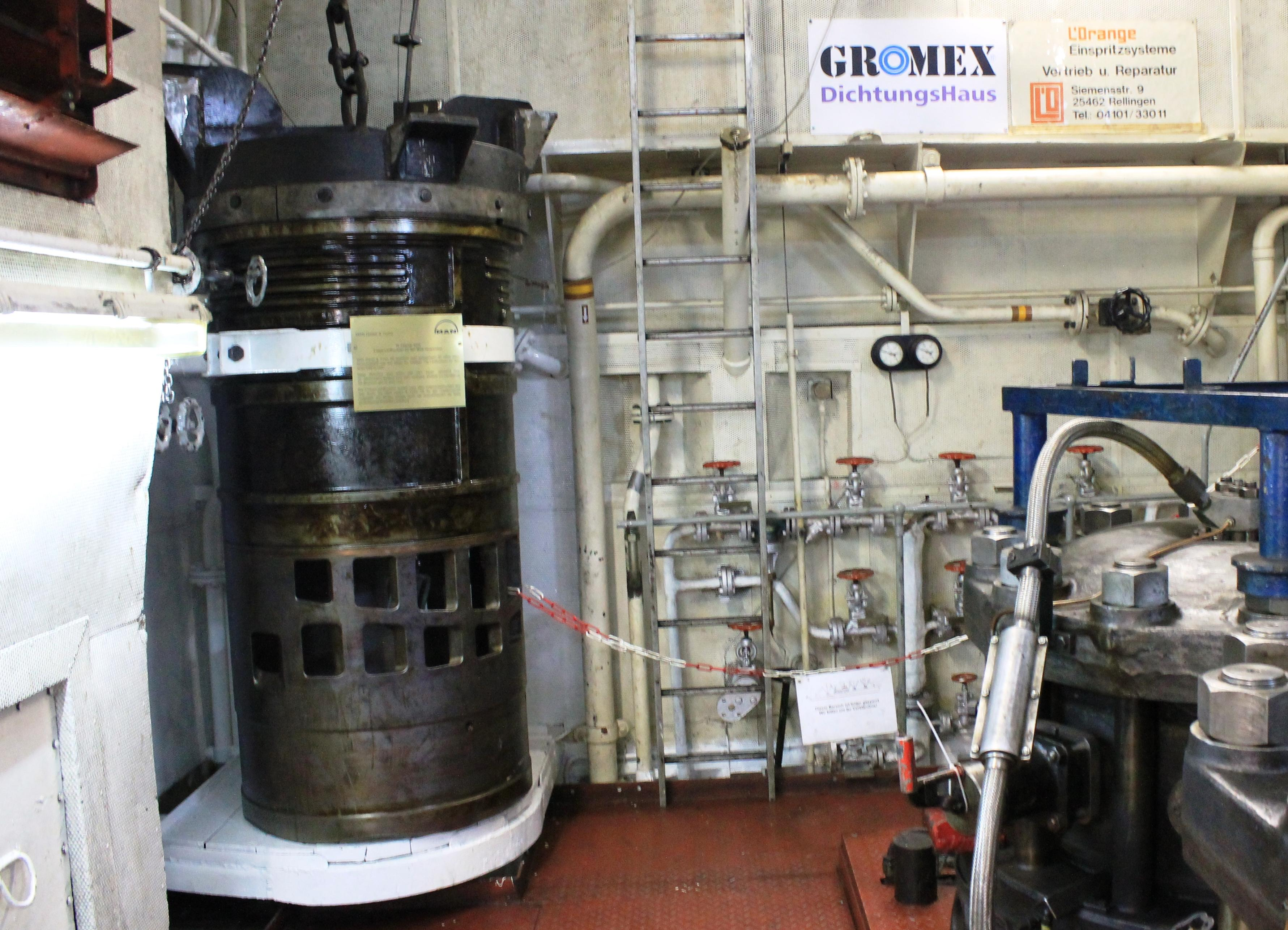
reserve-cilindervoering van de enorme tweetaktdieselmotor aan boord van het museumschip Cap San Diego